# Statistiche e record dell'Unione Sportiva Triestina Calcio 1918
Sono riportate in questa pagina le statistiche riguardanti l'Unione Sportiva Triestina Calcio 1918, società calcistica italiana con sede a Trieste.

## Partecipazione ai campionati

### Partecipazioni ai campionati nazionali
| Livello | Categoria                       | Partecipazioni | Debutto   | Ultima stagione | Totale |
| ------- | ------------------------------- | -------------- | --------- | --------------- | ------ |
| 1º      | Divisione Nazionale             | 2              | 1928-1929 | 1945-1946       | 28     |
| 1º      | Serie A                         | 26             | 1929-1930 | 1958-1959       | 28     |
| 2º      | Seconda Divisione               | 2              | 1924-1925 | 1925-1926       | 26     |
| 2º      | Prima Divisione                 | 2              | 1926-1927 | 1927-1928       | 26     |
| 2º      | Serie B                         | 22             | 1957-1958 | 2010-2011       | 26     |
| 3º      | Serie C                         | 19             | 1961-1962 | 2024-2025       | 30     |
| 3º      | Serie C1                        | 10             | 1978-1979 | 2002-2003       | 30     |
| 3º      | Lega Pro Prima Divisione        | 1              | 2011-2012 | 2011-2012       | 30     |
| 4º      | Serie D                         | 6              | 1971-1972 | 2016-2017       | 12     |
| 4º      | Serie C2                        | 6              | 1995-1996 | 2000-2001       | 12     |
| 5º      | Campionato Nazionale Dilettanti | 1              | 1994-1995 | 1994-1995       | 2      |
| 5º      | Serie D                         | 1              | 2013-2014 | 2013-2014       | 2      |

In 98 stagioni sportive disputate a partire dall'esordio a livello nazionale nella Lega Nord il 26 ottobre 1924. In precedenza la Triestina afferiva al Comitato Regionale Giuliano. Sono considerate professionistiche, concorrendo quindi alla tradizione sportiva cittadina, le 83 stagioni in Serie A, B, C, C1 e C2.

### Partecipazioni ai campionati regionali
| Categoria  | Partecipazioni | Debutto   | Ultima stagione | Totale |
| ---------- | -------------- | --------- | --------------- | ------ |
| Eccellenza | 1              | 2012-2013 | 2012-2013       | 1      |

## Statistiche di squadra

### Serie A
| Serie A - Campionati disputati 27 - Partite giocate 900 - Vittorie 261 - Pareggi 275 - Sconfitte 364 - Gol fatti 1027 - Gol subiti 1312 - Gare di spareggio 5 - Vittorie 4 - Pareggi 1 (ai supplementari) - Gol fatti 10 - Gol subiti 5 - Gare ai supplementari 1 | Record Serie A - Miglior piazzamento 2° 1947-48 - Maggior numero di punti 49 (a 20-21 sq.) 1947-48; 34 (a 18 sq.) 1932-33; 36 (a 16 sq.) 1937-38 - Maggior numero di vittorie 17 (a 20-21 sq.) 1947-48; 14 (a 18 sq.) 1932-33; 12 (a 16 sq.) 1937-38 - Maggior numero di pareggi 15 (a 20-21 sq.) 1947-48; 12 (a 18 sq.) 1954-55; 13 (a 16 sq.) 1941-42 - Maggior numero di sconfitte 25 (a 20-21 sq.) 1946-47; 17 (a 18 sq.) 1929-30/1930-31/1958-59; 14 (a 16 sq.) 1934-35/1939-40 - Maggior numero di gol fatti 59 (a 20-21 sq.) 1948-49; 47 (a 18 sq.) 1952-53; 46 (a 16 sq.) 1935-36 - Maggior numero di gol subiti 79 (a 20-21 sq.) 1946-47; 64 (a 18 sq.) 1953-54; 44 (a 16 sq.) 1934-35 - Peggior piazzamento 20° 1946-47 - Minor numero di punti 18 (a 20-21 sq.) 1946-47; 23 (a 18 sq.) 1958-59; 24 (a 16 sq.) 1938-39/1942-43 - Minor numero di vittorie 5 (a 20-21 sq.) 1946-47; 6 (a 18 sq.) 1958-59; 5 (a 16 sq.) 1942-43 - Minor numero di pareggi 8 (a 20-21 sq.) 1946-47; 6 (a 18 sq.) 1929-30/1932-33; 4 (a 16 sq.) 1942-43 - Minor numero di sconfitte 8 (a 20-21 sq.) 1947-48; 13 (a 18 sq.) 1954-55; 6 (a 16 sq.) 1937-38 - Minor numero di gol fatti 32 (a 20-21 sq.) 1946-47; 27 (a 18 sq.) 1955-56; 23 (a 16 sq.) 1938-39 - Minor numero di gol subiti 42 (a 20-21 sq.) 1947-48; 40 (a 18 sq.) 1933-34; 22 (a 16 sq.) 1937-38 - Vittoria più larga in casa Triestina - Padova 9-1 1948-49 - Vittoria più larga in trasferta Juventus - Triestina 2-6 1939-40 - Sconfitta più pesante in casa Triestina - Milan 0-6 1953-54 - Sconfitta più pesante in trasferta Bologna - Triestina 8-0 1931-32 - Miglior marcatore Nereo Rocco 66 gol - Miglior marcatore in una stagione Guglielmo Trevisan 18 gol (1937-38) |

### Serie B
| Serie B - Campionati disputati 22 - Partite giocate 868 - Vittorie 273 - Pareggi 306 - Sconfitte 289 - Gol fatti 902 - Gol subiti 960 - Gare di spareggio 1 - Sconfitte 1 (ai supplementari) - Gol fatti 1 - Gol subiti 2 - Gare ai supplementari 1 - Gare di play out 4 - Vittorie 2 - Pareggi 1 - Sconfitte 1 - Gol fatti 4 - Gol subiti 3 | Record Serie B - Miglior piazzamento 1° (1957-58) - Maggior numero di punti 64 (a 22-24 sq.) 2003-04; 58 (a 20 sq.) 2003-04; 47 (a 18 sq.) 1957-58 - Maggior numero di vittorie 16 (a 22-24 sq.) 2008-09; 16 (a 20 sq.) 1984-85 / 1985-85 / 2002-03; 20 (a 18 sq.) 1957-58 - Maggior numero di pareggi 19 (a 22-24 sq.) 2003-04; 19 (a 20 sq.) 1986-87; 7 (a 18 sq.) 1957-58 - Maggior numero di sconfitte 18 (a 22-24 sq.) 2004-05 / 2010-11; 17 (a 20 sq.) 1962-63; 7 (a 18 sq.) 1957-58 - Maggior numero di gol fatti 55 (a 22-24 sq.) 2007-08; 54 (a 20 sq.) 2002-03; 64 (a 18 sq.) 1957-58 - Maggior numero di gol subiti 67 (a 22-24 sq.) 2007-08; 59 (a 20 sq.) 1962-63; 29 (a 18 sq.) 1957-58 - Peggior piazzamento 20° 2010-11 - Minor numero di punti 40 (a 22-24 sq.) 2010-11; 28 (a 20 sq.) 1964-65 - Minor numero di vittorie 8 (a 22-24 sq.) 2010-11; 7 (a 20 sq.) 1990-91 - Minor numero di pareggi 11 (a 22-24 sq.) 2008-09 / 2007-08; 10 (a 20 sq.) 2002-03 - Minor numero di sconfitte 12 (a 22-24 sq.) 2003-04; 6 (a 20 sq.) 1984-85 - Minor numero di gol fatti 34 (a 22-24 sq.) 2010-11; 26 (a 20 sq.) 1964-65 - Minor numero di gol subiti 47 (a 22-24 sq.) 2008-09; 26 (a 20 sq.) 1986-87 - Vittoria più larga in casa Triestina - Prato 6-1 (1957-58) - Vittoria più larga in trasferta Sambenedettese - Triestina 1-5 (1957-58) - Sconfitta più pesante in casa Triestina - Reggina 0-4 (2010-11) - Sconfitta più pesante in trasferta Pescara - Triestina 5-1 (05-06) Como - Triestina 5-1 (83-84) Foggia - Triestina 5-1 (90-91) Juventus - Triestina 5-1(06-07) Albinoleffe-Triestina 5-1 (07-08) - Miglior marcatore Franco De Falco 42 gol - Miglior marcatore in una stagione Pablo Granoche 24 gol (2007-08) |

### Serie C
| Serie C - Campionati disputati 12 - Partite giocate 440 - Vittorie 128 - Pareggi 181 - Sconfitte 131 - Gol fatti 387 - Gol subiti 402 - Gare di spareggio 1 - Sconfitte 1 (ai supplementari) - Gol fatti 1 - Gol subiti 3 - Gare ai supplementari 1 | Record Serie C - Miglior piazzamento 1° (1961-62) - Maggior numero di punti 49 (a 20 sq.) 1968-69; 47 (a 18 sq.) 1961-62 - Maggior numero di vittorie 18 (a 20 sq.) 1968-69; 17 (a 18 sq.) 1961-62 - Maggior numero di pareggi 17 (a 20 sq.) 1967-68 / 1972-73; 17 (a 18 sq.) 1966-67 - Maggior numero di sconfitte 18 (a 20 sq.) 1973-74; 12 (a 18 sq.) 1965-66 / 1966-67 - Maggior numero di gol fatti 47 (a 20 sq.) 1968-69; 46 (a 18 sq.) 1961-62 - Maggior numero di gol subiti 45 (a 20 sq.) 1970-71; 36 (a 18 sq.) 2017-18 - Peggior piazzamento 19° (1973-74) - Minor numero di punti 26 (a 20 sq.) 1973-74; 27 (a 18 sq.)1966-67 - Minor numero di vittorie 6 (a 20 sq.) 1973-74; 5 (a 18 sq.)1966-67 - Minor numero di pareggi 13 (a 20 sq.) 1969-70 / 1970-71; 12 (a 18 sq.)1961-62 - Minor numero di sconfitte 6 (a 20 sq.) 1968-69; 4 (a 18 sq.)1961-62 - Minor numero di gol fatti 22 (a 20 sq.) 1973-74; 19 (a 18 sq.)1966-67 - Minor numero di gol subiti 22 (a 20 sq.) 1969-70; 24 (a 18 sq.)1961-62 - Vittoria più larga in casa Triestina - Novara 6-0 (2024-25) - Vittoria più larga in trasferta ClodiaSottomarina - Triestina 0-4 (1976-77) / Ravenna - Triestina 1-5 (2017-18) - Sconfitta più pesante in casa Triestina - Belluno 0-4 (1973-74) - Sconfitta più pesante in trasferta Udinese - Triestina 6-0 (1977-78) - Miglior marcatore Paolo Dri 24 gol - Miglior marcatore in una stagione Paolo Dri 13 gol (1976-77) |

### Serie C1 & Lega Pro Prima Divisione
| Serie C1 & Lega Pro Prima Divisione - Campionati disputati 11 - Partite giocate 372 - Vittorie 143 - Pareggi 175 - Sconfitte 84 - Gol fatti 405 - Gol subiti 309 - Gare di play-off 4 - Vittorie 2 - Pareggi 1 (ai supplementari) - Sconfitte 1 - Gol fatti 7 - Gol subiti 4 - Gare ai supplementari 1 - Gare di play-out 2 - Pareggi 1 - Sconfitte 1 - Gol fatti 2 - Gol subiti 4 | Serie C1 & Lega Pro Prima Divisione - Miglior piazzamento 1° (1982-83) - Maggior numero di punti 53 (2001-02) - Maggior numero di vittorie 18 (1982-83) - Maggior numero di pareggi 19 (1993-94) - Maggior numero di sconfitte 17 (2011-2012) - Maggior numero di gol fatti 48 (1982-83) - Maggior numero di gol subiti 55 (2011-2012) - Peggior piazzamento 15° (2011-2012) - Minor numero di punti 35 (2011-2012) - Minor numero di vittorie 8 (1993-94) - Minor numero di pareggi 8 (1981-82)/(2011-2012) - Minor numero di sconfitte 2 (1982-83) - Minor numero di gol fatti 28 (1978-79) / (1979-80) - Minor numero di gol subiti 16 (1978-79) - Vittoria più larga in casa Triestina - Treviso 5-1 / Triestina - Forlì 5-1 (1982-83) - Vittoria più larga in trasferta Cesena - Triestina 0-3 (2001-02) - Sconfitta più pesante in casa Triestina - Livorno 0-3 (2001-02) - Sconfitta più pesante in trasferta Prato - Triestina 5-0 (2011-2012) - Miglior marcatore Franco De Falco 40 gol - Miglior marcatore in una stagione e capocannoniere Franco De Falco 25 gol (1982-83) |

### Serie C2
| Serie C2 - Campionati disputati 6 - Partite giocate 204 - Vittorie 83 - Pareggi 80 - Sconfitte 41 - Gol fatti 274 - Gol subiti 188 - Gare di play-off 14 - Vittorie 7 (1 a tavolino) - Pareggi 4 (1 ai supplementari) - Sconfitte 3 (1 ai supplementari) - Gol fatti 19 (2 a tavolino) - Gol subiti 13 - Gare ai supplementari 2 | Record Serie C2 - Miglior piazzamento 2° (1998-99) - Maggior numero di punti 64 (1999-00) - Maggior numero di vittorie 19 (1999-00) - Maggior numero di pareggi 17 (1995-96) - Maggior numero di sconfitte 10 (1996-97) - Maggior numero di gol fatti 61 (1999-00) - Maggior numero di gol subiti 37 (2000-01) - Peggior piazzamento 11° (1996-97) - Minor numero di punti 40 (1996-97) - Minor numero di vittorie 8 (1996-97) - Minor numero di pareggi 7 (1999-00) - Minor numero di sconfitte 4 (1995-96) / (1997-98) - Minor numero di gol fatti 36 (1995-96) - Minor numero di gol subiti 24 (1995-96) - Vittoria più larga in casa Triestina - Carpi 6-0 (1999-00) - Vittoria più larga in trasferta Arezzo - Triestina 1-5 (1996-97) - Sconfitta più pesante in casa Triestina - Torres 1-4 (1998-99) - Sconfitta più pesante in trasferta Meda - Triestina 4-1 (2000-01) - Miglior marcatore Mirko Gubellini 49 gol - Miglior marcatore in una stagione Antonio Criniti 14 gol (1998-99) |

### Serie D
| Serie D - Campionati disputati 8 - Partite giocate 276 - Vittorie 125 - Pareggi 90 - Sconfitte 61 - Gol fatti 374 - Gol subiti 248 | Record Serie D - Miglior piazzamento 1° 2 volte (1971-72) / (1975-76) - Maggior numero di punti 72 (2016-2017) - Maggior numero di vittorie 22 (1994-95) - Maggior numero di pareggi 16 (2014-2015) - Maggior numero di sconfitte 17 (2015-2016) - Maggior numero di gol fatti 63 (2016-2017) - Maggior numero di gol subiti 57 (2015-2016) - Peggior piazzamento 16° (2015-2016) - Minor numero di punti 34 (2014-2015) - Minor numero di vittorie 6 (2014-2015) - Minor numero di pareggi 9 (1994-95)/(2013-2014)/(2016-2017) - Minor numero di sconfitte 2 (1975-76) - Minor numero di gol fatti 37 (1974-75) - Minor numero di gol subiti 12 (1975-76) - Vittoria più larga in casa Triestina - Audace S. Michele 5-0 (1974-75) - Vittoria più larga in trasferta Schio - Triestina 0-5 (1994-95) - Sconfitta più pesante in casa Triestina - Mestre 0-5 (2015-2016) - Sconfitta più pesante in trasferta Venezia-Triestina 6-1 (2015-2016) - Miglior marcatore Carlos França 24 gol - Miglior marcatore in una stagione Carlos França 24 gol (2016-2017) |

### Eccellenza
| Eccellenza - Campionati disputati 1 - Partite giocate 32 - Vittorie 20 - Pareggi 9 - Sconfitte 3 - Gol fatti 52 - Gol subiti 19 - Gare di playoff 4 - Vittorie 2 - Pareggi 2 - Gol fatti 8 - Gol subiti 6 | Record Eccellenza - Miglior piazzamento 2° (2012-2013) - Maggior numero di punti 69 - Maggior numero di vittorie 20 - Maggior numero di pareggi 9 - Maggior numero di sconfitte 3 - Maggior numero di gol fatti 52 - Maggior numero di gol subiti 19 - Peggior piazzamento 2 - Minor numero di punti - Minor numero di vittorie - Minor numero di pareggi - Minor numero di sconfitte - Minor numero di gol fatti - Minor numero di gol subiti - Vittoria più larga in casa 3-0 - Vittoria più larga in trasferta 4-0 - Sconfitta più pesante in casa 2-1 - Sconfitta più pesante in trasferta 1-0 - Miglior marcatore Gianluca Franciosi 12 gol - Miglior marcatore in una stagione Gianluca Franciosi 12 gol |

### Coppa Italia
| Coppa Italia - Edizioni disputate 39 - Partite giocate 109 - Vittorie 39 (5 ai supplementari) - Pareggi 25 (6 ai supplementari) - Sconfitte 45 (2 ai supplementari e 1 a tavolino) - Gol fatti 122 - Gol subiti 144 (3 a tavolino) - Gare ai supplementari 13 - Gare ai rigori 5 - Gare determinate da sorteggio 1 | Record Coppa Italia - Miglior piazzamento Ottavi di Finale 8 volte (1935-1936) / (1938-39) / (1942-43) / (1960-61) / (1983-84) / (2002-03) / (2006-07) / (2009-10) - Vittoria più larga in casa Triestina - Ravenna 4-1 (1958) - Vittoria più larga in trasferta Rovigo - Triestina 1-3 (1935-1936) - Sconfitta più pesante in casa Triestina - Foggia 0-4 (1993-94) - Sconfitta più pesante in trasferta Udinese - Triestina 4-0 (1988-89) Novara - Triestina 4-0 (2011-2012) |

### Coppa Italia Lega Pro
| Coppa Italia di C - Edizioni disputate 23 - Partite giocate 129 - Vittorie 59 (1 a supplementari) - Pareggi 37 (2 ai supplementari) - Sconfitte 33 - Gol fatti 184 - Gol subiti 121 - Gare ai supplementari 3 - Gare ai rigori 1 | Record Coppa Italia di C - Miglior piazzamento 1° (1993-94) - Vittoria più larga in casa Triestina - Venezia 6-1 (1977-78) - Vittoria più larga in trasferta Venezia - Triestina 0-4 (1977-78) Giorgione - Triestina 0-4 (1988-89) - Sconfitta più pesante in casa Triestina - Udinese 1-3 (1974-75) Triestina - ClodiaSottomarina 1-3 (1975-76) - Sconfitta più pesante in trasferta Udinese - Triestina 3-0 (1976-77) Ancona - Triestina 3-0 (1996-97) |

### Coppa Italia Dilettanti
| Coppa Italia Dil. - Edizioni disputate 5 - Partite giocate 13 - Vittorie 3 (1 ai rigori) - Pareggi 1 - Sconfitte 5 (1 ai supplementari) (2 ai rigori) - Gol fatti 12 - Gol subiti 14 - Gare ai supplementari 4 - Gare ai rigori 4 | Record Coppa Italia Dil. - Miglior piazzamento terzo turno (1994-95) - Vittoria più larga in casa Triestina - Cordenons 3-1 (2016-17) - Vittoria più larga in trasferta Sevegliano - Triestina 0-2 (1994-95) - Sconfitta più pesante in casa Triestina-Venezia 2-5 (2015-16) - Sconfitta più pesante in trasferta Donada - Triestina 2-0 (1994-95) |

### Coppe internazionali
| Coppe Internazionali - Edizioni disputate 3 (2 Tornei Anglo-It. 1 Coppa d. Alpi) - Partite giocate 9 - Vittorie 4 - Pareggi 3 (2 ai supplementari) - Sconfitte 2 - Gol fatti 15 - Gol subiti 9 - Gare ai supplementari 2 - Gare ai rigori 2 | Record Coppe Internazionali - Miglior piazzamento 1° (Torneo Anglo-Italiano 1980) - Vittoria più larga in casa Triestina - Cambridge City 3-0 (Torneo Anglo-Italiano 1980) - Vittoria più larga in trasferta Folkestone - Triestina 2-4 (Torneo Anglo-Italiano 1980) - Sconfitta più pesante in casa - Sconfitta più pesante in trasferta Sutton United - Triestina 2-0 (Torneo Anglo-Italiano 1980) |

## Statistiche individuali

### Lista dei capitani
| Calciatore           | Ruolo | Stagioni al club                                  | Stagioni da capitano      | Presenze | Reti |
| -------------------- | ----- | ------------------------------------------------- | ------------------------- | -------- | ---- |
| …                    |       |                                                   |                           |          |      |
| Enrico Radio         | C     | 1938-1950                                         | 1946-1950 (4)             | 191      | 1    |
| Pietro Grosso        | D/C   | 1948-1951                                         | 1950-1951 (1)             | 99       | 1    |
| Bruno Ispiro         | A     | 1947-1954                                         | 1951-1954 (3)             | 194      | 51   |
| Francesco Petagna    | D/C   | 1949-1959                                         | 1954-1958 (5)             | 274      | 12   |
| Giorgio Bernardin    | D     | 1955-1956 e 1958-1959                             | 1958-1959 (1)             | 64       | 0    |
| Adelchi Brach        | D     | 1955-1963                                         | 1959-1963 (4)             | 170      | 4    |
| Renato Sadar         | C     | 1957-1958 e 1960-1970                             | 1963-1970 (7)             | 247      | 3    |
| …                    |       |                                                   |                           |          |      |
| Isidoro Brusadelli   | D     | 1967-1968 e 1971-1974                             | 1972-1974 (2)             | 134      | 1    |
| …                    |       |                                                   |                           |          |      |
| Sergio De Luca       | C     | 1972-1977                                         | 1975-1977 (2)             | 176      | 5    |
| Sergio Politti       | C     | 1975-1980                                         | 1977-1980 (3)             | 134      | 13   |
| Luciano Bartolini    | P     | 1976-1982                                         | 1980-1982 (2)             | 175      | 0    |
| Giuseppe Mascheroni  | D     | 1978-1984                                         | 1982-1984 (2)             | 202      | 0    |
| Franco De Falco      | A     | 1981-1987 e 1988-1989                             | 1984-1987 (3)             | 216      | 82   |
| Maurizio Costantini  | D     | 1981-1991                                         | 1987-1991 (4)             | 309      | 5    |
| Ersilio Cerone       | D     | 1984-1994                                         | 1991-1994 (3)             | 301      | 25   |
| Massimo Marsich      | A     | 1993-1997                                         | 1994-1997 (3)             | 120      | 32   |
| …                    |       |                                                   |                           |          |      |
| Gianluca Birtig      | D     | 1994-1998 e 2000-2003                             | 2001-2003 (2)             | 143      | 1    |
| Francesco Bega       | D     | 2002-2004                                         | 2003-2004 (1)             | 66       | 0    |
| Denis Godeas         | A     | 1992-1994, 1999, 2003-2006, 2009-2012 e 2013-2014 | 2004-2006 e 2013-2014 (3) | 260      | 85   |
| Riccardo Allegretti  | C     | 2006-2009 e 2011-2012                             | 2006-2009 e 2011-2012 (5) | 144      | 22   |
| Nicola Princivalli   | C     | 1997-2002, 2004-2005 e 2007-2012                  | 2009-2010 (1)             | 207      | 9    |
| Emiliano Testini     | A     | 2006-2011                                         | 2010-2011 (1)             | 173      | 21   |
| Filippo Vianello     | D     | 2012-2014                                         | 2012-2013 (1)             | 52       | 3    |
| Luca Piscopo         | D     | 2012-2016                                         | 2014-2016 (2)             | 115      | 3    |
| Omar Leonarduzzi     | D     | 2016-2017                                         | 2016-2017 (1)             | 29       | 1    |
| Giuseppe Aquaro      | D     | 2016-2018                                         | 2017-2018 (1)             | 41       | 3    |
| Alessandro Lambrughi | D     | 2018-2021                                         | 2018-2021 (3)             | 99       | 1    |
| Walter López         | D     | 2021-2022                                         | 2021-2022 (1)             | 43       | 0    |
| Alessio Sabbione     | D     | 2022-2023                                         | 2022-2023 (1)             | 17       | 0    |
| Matteo Ciofani       | D     | 2022-2024                                         | 2023-2024 (1)             | 49       | 0    |
| Aljaž Struna         | D     | 2023-2025                                         | 2024-2025 (1)             | 35       | 2    |
| Omar Correia         | C     | 2023-                                             | 2025- (1)                 | 56       | 3    |

Dati aggiornati al 31 gennaio 2025.

### Record di presenze
- 377  Piero Pasinati (1928-1939, 1941-1944, 1945-1946)
- 307  Maurizio Costantini (1981-1991)
- 301  Ersilio Cerone (1984-1994)
- 274  Gino Colaussi (1930-1940, 1945-1946)

274  Francesco Petagna (1949-1959)
- 260  Denis Godeas (1992-1994, 1999, 2003-2006, 2009-2012, 2013-2014)
- 247  Renato Sadar (1957-1958, 1960-1970)
- 242  Guglielmo Trevisan (1934-1935, 1937-1941, 1947-1950, 1953-1954)
- 236  Romano Frigeri (1959-1965, 1971-1973)
- 232  Nereo Rocco (1930-1937)

| Serie A - 377 Piero Pasinati (1929-1939, 1941-1943) - 256 Francesco Petagna (1949-1957) - 248 Gino Colaussi (1930-1940) - 242 Guglielmo Trevisan (1934-1935, 1937-1941, 1947-1950, 1953-1954) - 232 Nereo Rocco (1930-1937) - 221 Elio Loschi (1930-1941) - 215 Giuseppe Geigerle (1932-1940) - 194 Bruno Ispiro (1947-1954) - 190 Emilio Rancilio (1935-1943) - 185 Corrado Zorzin (1946-1953) | Serie B - 215 Maurizio Costantini (1983-1988, 1989-1991) - 195 Ersilio Cerone (1984-1988, 1989-1991) - 174 Denis Godeas (2003-2006, 2009-2011) 174 Emiliano Testini (2006-2011) - 169 Romano Frigeri (1959-1961, 1962-1965) - 150 Luigino Dal Prà (1983-1988) - 132 Franco De Falco (1983-1987) - 127 Renato Sadar (1957-1958, 1960-1961, 1962-1965) - 124 Giorgio Gorgone (2005-2011) - 123 Luigi Della Rocca (2007-2011) |
| Serie C/C1 - 175 Luciano Bartolini (1976-1982) - 173 Guido De Piccolo (1965-1971) - 169 Romano Collovati (1965-1971) 169 Giuseppe Mascheroni (1978-1983) - 158 Mirto Scala (1965-1971) - 149 Antonio Kuk (1966-1967, 1967-1971) - 141 Fulvio Franca (1976-1980) - 134 Francesco Schiraldi (1976-1982) - 133 Settimo Pestrin (1967-1971) - 120 Renato Sadar (1961-1962, 1965-1970)               | Serie C2 - 125 Mirco Gubellini (1995-1996, 1997-2001) - 112 Gianluca Birtig (1995-1999, 2000-2001) - 84 Alessandro Teodorani (1998-2001) - 77 Aureliano Modesti (1997-2000) - 65 Massimo Marsich (1995-1997) - 63 Nicola Princivalli (1997-2001) - 60 Alessandro Canella (1997-2001) 60 Gianluca Coti (1997-1999) - 56 Nicola Bambini (1997-1999) 56 Graziano Vinti (1996-1999)                                            |

### Record di marcature
| Campionato - 85 Denis Godeas (1992-1994, 1999, 2003-2006, 2009-2012, 2013-2014) - 82 Franco De Falco (1981-1987, 1988-1989) - 66 Nereo Rocco (1930-1937) - 58 Pablo Granoche (2007-2009, 2018-2021) - 56 Guglielmo Trevisan (1934-1935, 1937-1941, 1947-1950, 1953-1954) - 55 Mirco Gubellini (1995-1996, 1997-2004) - 51 Bruno Ispiro (1947-1954) - 45 Gino Colaussi (1930-1940, 1945-1946) - 44 Mario Tosolini (1937-1944, 1947-1949) - 42 Piero Pasinati (1928-1939, 1941-1944, 1945-1946) | Coppa Italia - 7 Franco De Falco (1982-1987, 1988-1989) - 6 Aurelio Milani (1958) - 4 Matteo Beretta (2002-2003) 4 Isah Eliakwu (2005-2007, 2008-2009) 4 Francesco Romano (1983-1986, 1993-1994) - 3 Tiziano Ascagni (1981-1983) 3 Denis Godeas (2003-2006, 2009-2012) 3 Nicola Princivalli (2004-2005, 2007-2012) 3 Giuseppe Romano (1990-1992) - 2 17 calciatori            |
| Serie A - 66 Nereo Rocco (1930-1937) - 56 Guglielmo Trevisan (1934-1935, 1937-1941, 1947-1950, 1953-1954) - 51 Bruno Ispiro (1947-1954) - 45 Gino Colaussi (1930-1940) - 42 Mario Tosolini (1937-1943, 1947-1949) - 37 Enore Boscolo (1949-1953) - 42 Piero Pasinati (1929-1939, 1941-1943) - 32 Renato De Manzano (1929-1933) - 31 José Curti (1951-1955) 31 Licio Rossetti (1946-1950, 1951, 1953-1954)                                                                                     | Serie B - 46 Denis Godeas (2003-2009, 2009-2011) - 42 Franco De Falco (1983-1987) - 31 Pablo Granoche (2007-2009) - 26 Luigi Della Rocca (2007-2011) - 24 Vittorino Mantovani (1959-1961, 1962-1965) - 21 Emiliano Testini (2006-2011) - 20 Francesco Romano (1983-1986) - 18 Gianfranco Cinello (1985-1988) 18 Gianfranco Petris (1957-1958) - 17 Aurelio Milani (1957-1958) |
| Serie C/C1/LP1D - 40 Franco De Falco (1981-1983, 1988-1989) - 27 Pablo Granoche (2018-2021) - 25 Paolo Dri (1973-1974, 1976-1978) - 24 Gianantonio Andreis (1976-1979) - 22 Angelo Paina (1968-1970, 1979-1980) - 20 Guido Gomez (2017-2021) 20 Giovanni Ridolfi (1966-1970) - 19 Armando Coletta (1979-1981) 19 Davis Mensah (2017-2021) 19 Mirco Petrella (2017-2019, 2020-2022) | Serie C2 - 49 Mirco Gubellini (1995-2001) - 23 Antonio Criniti (1998-2000) - 19 Fabrizio Provitali (1999-2001) - 13 Daniele Pasa (1999-2001) - 12 Massimo Marsich (1995-1997) - 9 Giovanni Tiberi (1997-1998) 9 Riccardo Zampagna (1997-1998) - 8 Claudio Gallicchio (1998-2000) - 7 Denis Godeas (1999) 7 Francesco Micciola (1999-2001) 7 Alessandro Teodorani (1998-2001)  |

### Record di panchine
- 200  Vasco Tagliavini (1974-1980)
- 143[15]  Adriano Buffoni (1981-1984, 1993-1994, 2005-2006)
- 141  Enrico Radio (1961-1963, 1966-1969)
- 137  Nereo Rocco (1947-1950, 1953-1954)
- 129  Guglielmo Trevisan (1958-1961, 1969-1970)
- 114  Enzo Ferrari (1985-1988)
- 106  Ezio Rossi (2000-2003)
- 97  István Tóth (1930-1931, 1934-1937)
- 94  Rudolf Soutschek (1928-1930, 1940-1941)
- 93  Maurizio Costantini (1999-2000, 2012-2014)

| Serie A - 137 Nereo Rocco (1947-1950, 1953-1954) - 97 István Tóth (1930-1931, 1934-1937) - 64 Károly Csapkay (1932-1934) 64 Rudolf Soutschek (1929-1930, 1940-1941) - 62 Mario Perazzolo (1951-1953) - 59 Piero Pasinati (1955-1957) - 56 Severino Feruglio (1953-1956) - 53 Jenő Konrád (1936-1939) - 48 Béla Guttmann (1950-1952) - 43 Mario Villini (1941-1943)                               | Serie B - 114 Enzo Ferrari (1985-1988) - 88 Attilio Tesser (2003-2005) - 84 Rolando Maran (2007-2009) - 77 Massimo Giacomini (1984-1985, 1989-1991) - 73 Guglielmo Trevisan (1959-1961) - 41 Adriano Buffoni (1983-1984, 2005-2006) - 38 Serafino Montanari (1963-1964) 38 Mario Renosto (1964-1965) 38 Ezio Rossi (2002-2003) - 37 Andrea Agostinelli (2005-2007) |
| Serie C/C1 - 132 Vasco Tagliavini (1976-1980) - 128 Enrico Radio (1961-1962, 1966-1969) - 102 Adriano Buffoni (1981-1983, 1993-1994) - 43 Massimo Pavanel (2018-2020) - 39 Guglielmo Trevisan (1968-1970) - 38 Cristian Bucchi (2021-2022) 38 Sergio Pison (1970-1971) - 34 Ottavio Bianchi (1980-1981) 34 Marino Lombardo (1988-1989) 34 Ezio Rossi (2001-2002) 34 Giuliano Zoratti (1991-1992) | Serie C2 - 50 Giorgio Roselli (1995-1997) - 34 Maurizio Costantini (1999-2000) 34 Ezio Rossi (2000-2001) - 32 Andrea Mandorlini (1998-1999) - 28 Paolo Beruatto (1997-1998) - 18 Adriano Lombardi (1996-1997) - 6 Giuseppe Marchioro (1997-1998) - 2 Paolo Ferrario (1998-1999)                                                                                    |

## La Triestina in Coppa Italia
La Triestina ha partecipato a 39 edizioni della Coppa Italia. Il suo massimo traguardo è stato il raggiungimento degli ottavi di finale, raggiunto per ben otto volte: (1935-1936) / (1938-1939) / (1942-1943) / (1960-1961) / (1983-1984) / (2002-2003) / (2006-2007)/ (2009-2010). La formazione più affrontata è stata l'Udinese (10 volte), seguita dalla Roma per 9 volte. Vi è anche un derby cittadino nell'edizione del 1922 contro l'Edera.
Solo la Roma nel 2006-2007, dopo aver eliminato la Triestina è riuscita a vincere il trofeo, mentre per ben 4 volte una squadra che ha eliminato la Triestina è poi giunta in finale perdendola: Udinese nel 1922, Roma nel 1936-37, Torino nel 1962-63 e ancora Roma nel 2002-03.